# العطاطرة (سيدي بنور)
العطاطرة هي قرية مغربية غرب المملكة. تنتمي العطاطرة لإقليم سيدي بنور. تضم هذه القرية 15.046 نسمة (إحصاء 2004).